# دانگوووتسه
دانگوووتسه (به لهستانی:  Daniłowce) یک روستا در لهستان است که در گمینا گیبه واقع شده‌است.